# Physeteroidea
Physeteroidea – nadrodzina ssaków z infrarzędu zębowców (Odontoceti) w obrębie podrzędu walenii (Cetacea).

## Podział systematyczny
Do nadrodziny należą dwie współcześnie występujące rodziny:
- Physeteridae J.E. Gray, 1821 – kaszalotowate
- Kogiidae Gill, 1871 – kogiowate

Opisano również rodzinę wymarłą:
- Hoplocetidae Cabrera, 1926

Rodzaje wymarłe nie sklasyfikowane w żadnej z powyższych rodzin:
- Acrophyseter Lambert, Bianucci & Muizon, 2008[8]
- Angelocetus Peri, Collareta, Aringhieri, Caramella, Foresi & Bianucci, 2022[9] – jedynym przedstawicielem był Angelocetus cursiensis Peri, Collareta, Aringhieri, Caramella, Foresi & Bianucci, 2022
- Aulophyseter R. Kellogg, 1927[10]
- Brygmophyseter Barnes, 2006[11] – jedynym przedstawicielem był Brygmophyseter shigensis (Hirota & Barnes, 1995)
- Cozzuoliphyseter Paolucci, Fernández, Buono & Cuitiño, 2020[12] – jedynym przedstawicielem był Cozzuoliphyseter rionegrensis (Gondar, 1975)
- Eudelphis du Bus, 1872[13] – jedynym przedstawicielem był Eudelphis mortezelensis du Bus, 1872
- Ferecetotherium Mchedlidze, 1970[14] – jedynym przedstawicielem był Ferecetotherium kelloggi Mchedlidze, 1970
- Kogiopsis R. Kellogg, 1929[15] – jedynym przedstawicielem był Kogiopsis floridana R. Kellogg, 1929
- Livyatan Lambert, Bianucci, Post, Muizon, Salas-Gismondi, Urbina & Reumer, 2010[16] – jedynym przedstawicielem był Livyatan melvillei (Lambert, Bianucci, Post, Muizon, Salas-Gismondi, Urbina & Reumer, 2010)
- Miophyseter Kimura & Hasegawa, 2022[17] – jedynym przedstawicielem był Miophyseter chitaensis Kimura & Hasegawa, 2022
- Orycterocetus Leidy, 1853[18]
- Placoziphius van Beneden, 1869[19] – jedynym przedstawicielem był Placoziphius duboisii Van Beneden, 1869
- Rhaphicetus Lambert, Muizon, Urbina & Bianucci, 2020[20] – jedynym przedstawicielem był Rhaphicetus valenciae Lambert, Muizon, Urbina & Bianucci, 2020
- Zygophyseter Bianucci & Landini, 2006[21] – jedynym przedstawicielem był Zygophyseter varolai Bianucci & Landini, 2006